# CAR-15
Het Colt Automatic Rifle-15 Military Weapons System of kortweg CAR-15 is een Amerikaanse karabijn en behoort tot dezelfde familie als de AR-15 en de M16. Het wapen werd ontwikkeld door Colt's Manufacturing Company. Door de compacte afmetingen werden de Colt Commando en XM177 na de Vietnamoorlog nog steeds gebruikt.
De naam CAR-15 is een combinatie van AR-15 en de naam van het bedrijf Colt. AR stond van origine voor de naam van het bedrijf dat de AR-15 maakte: ArmaLite. Colt stopte later met het  CAR-15-ontwerp maar bleef varianten produceren, waarbij de M16 werd gebruikt voor militaire doeleinden en de CAR-15 voor politie- en civiele doeleinden.
De naam Colt Commando wordt tegenwoordig gebruikt voor een aanvalsgeweer met een korte 29,21cm-loop uit de 733-serie.

## Varianten
Er zijn verschillende varianten ontstaan van de CAR-15, waaronder een geweerversie. Dit wapen is het Model 603, dat in eerste instantie werd geadopteerd door het Amerikaanse leger onder de naam XM16E1. Later werd dit wapen de M16A1 genoemd. Het model 604 is de M16.
De tweede variant is een karabijnversie, uitgevoerd als de modellen 605A en 605B. Dit wapen is een korte versie die werd gemaakt voor omstandigheden waarin een lange loop niet bruikbaar bleek. Dit wapen is goed bruikbaar wanneer de schutter zich in een helikopter of voertuig bevindt. Het enige verschil met de M16 is de kortere loop. Bij de 605B kan er gewisseld worden tussen verschillende modi.
De derde variant is het zware aanvalsgeweer CAR-15. Dit omvat de M1 en M2. De M1 omvat de modellen 606A en 606B. Het Amerikaanse leger had in 1965 iets minder dan 200 van deze wapens.
De vierde variant is het machinepistool CAR-15. Deze versie is een verkleinde versie die werd ontwikkeld voor speciale eenheden. In tegenstelling tot bij andere machinepistolen verwijst de naam niet naar het typische automatisch schieten, maar naar de verkleinde afmetingen.
De vijfde variant is het overlevingsgeweer CAR-15. Dit wapen werd ontwikkeld voor vliegtuigbemanningen die neergestort waren. Deze versie heeft een zeer kleine loop. Verder zit er op deze versie een zogenaamde "flash guard". Deze zorgt ervoor dat het mondingsvuur minder zichtbaar is, waardoor de bemanning onder nachtelijke omstandigheden niet wordt verblind.
De zesde en laatste variant is de CAR-15 Commando. In eerste instantie maakte dit wapen geen deel uit van het CAR-15 Military Weapons System, maar onder druk van de Amerikaanse regering die in 1966 vroeg om een kortere M16, werd het geproduceerd. Het model 610 werd geclassificeerd als de XM177 maar werd door de Amerikaanse luchtmacht geadopteerd als het machinepistool GAU-5/A (GAU = Gun, Aircraft, Unit). Het Amerikaanse leger kocht 2.815 stuks CAR-15 Commando's op 28 juni 1966. In 1967 werd de loop verlengd en voortaan kon er een XM148-granaatwerper onder geplaatst kon worden.

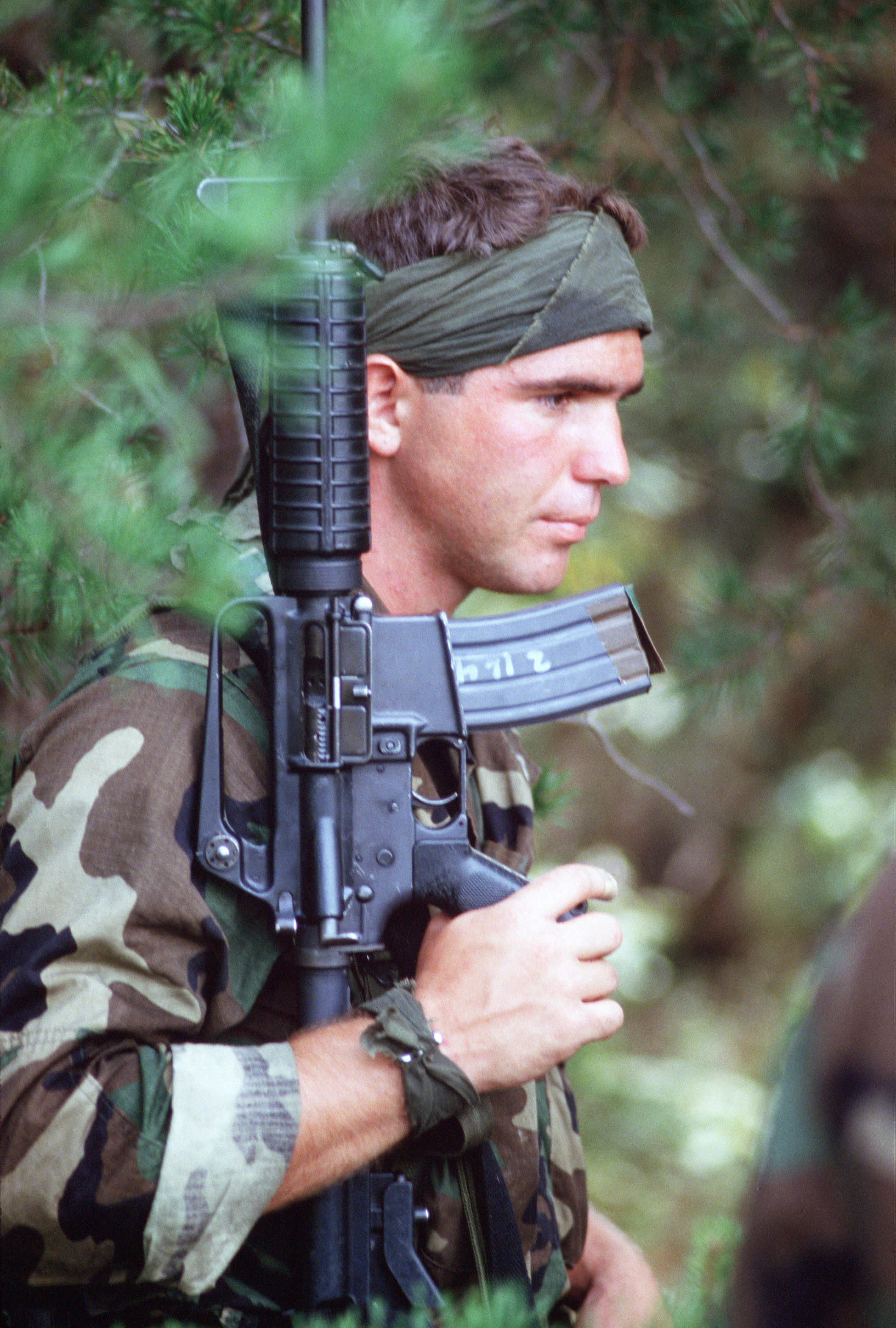
Een Amerikaanse Navy SEAL met zijn CAR-15 Commando